# KRR1
KRR1‏ (KRR1, small subunit processome component homolog) هوَ بروتين يُشَفر بواسطة جين KRR1 في الإنسان.